# 대명여자고등학교
대명여자고등학교(大明女子高等學校)는 대한민국 부산광역시 동래구 명장동에 있는 사립 고등학교이다.

## 학교 연혁
- 1985년 4월 29일 : 대명여자고등학교 설립 계획 승인
- 1985년 8월 6일 : 학교법인 대명학원 설립인가
- 1985년 8월 18일 : 설립자 황석동 이사장 취임
- 1985년 12월 31일 : 대명여자고등학교 학년당 10학급 30학급 인가
- 1986년 2월 27일 : 초대 서규대 교장 취임
- 1986년 3월 6일 : 개교 및 제1회 입학식(10학급 580명)
- 1989년 2월 11일 : 제1회 졸업(10학급 547명)
- 2002년 10월 16일 : 제2대 황원건 이사장 취임
- 2004년 10월 30일 : 대강당 및 과학문화관(일석헌) 개관
- 2011년 9월 30일 : 신과학관 및 학생식당 완공, 운동장 천연잔디공사 완공
- 2012년 3월 2일 : 수학 및 영어교과교실 완공
- 2024년 1월 3일 : 제36회 졸업(9학급 175명) 연인원 16,185명
- 2024년 3월 1일 : 제10대 김봉정 교장 취임
- 2024년 3월 4일 : 2024학년도 신입생 입학(9학급 208명)

## 참고 자료
- 대명여자고등학교 - 한국교육학술정보원 학교알리미